# Гозо, Зейвиер
Зе́йвиер Дидье́ Тапе́и Го́зо (англ. Zavier Didier Tapei Gozo; родился 22 марта 2007) — профессиональный американский футболист, нападающий клуба «Реал Солт-Лейк».

## Клубная карьера
Выступал за юношеские клубы «Комба» и «Ла Рока», в 2021 году присоединился к футбольной академии клуба «Реал Солт-Лейк». В декабре 2022 года подписал свой первый профессиональный контракт с клубом «Реал Монаркс» (резервной командой клуба «Реал Солт-Лейк»). 15 октября 2023 года дебютировал в MLS в матче против «Лос-Анджелес Гэлакси». В феврале 2024 года подписал контракт с «Реал Солт-Лейк» до 2027 года с опцией продления ещё на два года.

## Карьера в сборной
Выступал за сборные США до 15, до 16, до 19 и до 20 лет.
Летом 2024 года помог сборной занять второе место на чемпионате КОНКАКАФ до 20 лет, который прошёл в Мексике.

## Личная жизнь
Родился в США в семье ивуарийца и американки. Является членом Церкви Иисуса Христа Святых последних дней.